# 王素
王 素（おう そ、418年 - 471年）は、南朝宋の隠者。字は休業。本貫は琅邪郡臨沂県。

## 経歴
平固県令の王元弘の子として生まれた。貧家に生まれて老母に孝事した。はじめ廬陵国侍郎となったが、母が死去したため、辞職して喪に服した。喪が明け、廬陵王劉紹が江州刺史となると、親しい人に旧居を修理して住むよう勧められたが、王素はそれを断った。単身で東陽に赴いて、隠居して仕えず、田園を経営して自立の生活を送った。文章を愛好したが、あまり人づきあいをしなかった。孝武帝が即位すると、太子舎人として召されたが、就任しなかった。大明年間、江夏王劉義恭に太宰倉曹属として招かれたが、赴かなかった。泰始6年（470年）、明帝に太子中舎人として召されたが、やはり就かなかった。山中に住むヤスデの声を好んで、人に聴かせたがったが、その形が醜く嫌われたため、「蚿賦」を作って宣伝につとめた。泰始7年（471年）、死去した。享年は54。

## 伝記資料
- 『宋書』巻93 列伝第53
- 『南史』巻24 列伝第14